# 吹田市立東佐井寺小学校
吹田市立東佐井寺小学校（すいたしりつ ひがしさいでらしょうがっこう）は、大阪府吹田市にある公立小学校。周辺校の児童数増加により、従来の吹田市立佐竹台小学校と吹田市立千里第二小学校の校区の一部を再編して1982年に開設された。
校章は「二つの輪」がデザインされたものとなっている。校章のデザインには、分離元の佐竹台・千里第二の2小学校から分離して新たに一つの学校として団結する、男女児童の共同、各学年児童の共同、教師と児童との共同などの意味が込められている。

## 通学区域
- 吹田市 五月が丘東、五月が丘西、五月が丘南、五月が丘北。

卒業生は基本的に吹田市立佐井寺中学校に進学する。

## 交通
- 阪急バス 五月が丘西、佐井寺北、五月が丘バス停。
- 阪急千里線 南千里駅 南東へ約2km。